# Asociația Fotbal Club Unirea 04 Slobozia
La Asociația Fotbal Club Unirea 04 Slobozia, (pronuncia rumena: [uˈnire̯a sloboˈzi.a]), comunemente conosciuta come Unirea Slobozia o semplicemente come Unirea, è una squadra di calcio professionistica rumena con sede a Slobozia, che compete nella Liga I, la massima serie del calcio rumeno.

## Storia
La squadra è stata fondata nel 1955 come Combil Slobozia e rifondata nel 2004 come Unirea 04 Slobozia, essendo per la maggior parte della sua storia una partecipante alla terza divisione del calcio rumeno. L'Unirea Slobozia ha anche trascorso diverse stagioni in seconda divisione, prima nei primi anni '80 e poi tra il 2012 e il 2015, quando ha ottenuto anche il 3º posto, il miglior piazzamento nella competizione fino ad allora.
L'Unirea è stata promossa per la prima volta nella storia in prima divisione alla fine della stagione 2023-24.